# Liste de centres d'exposition au Québec
Un centre d'exposition est l'une des catégories principales d'institutions muséales, avec les musées à proprement parler et les centres d'interprétation. La catégorie « Musées » comprend aussi les musées de plein-air, les écomusées et les économusées.

## Description générale
Au Québec, les centres d'exposition accrédités par le ministère de la Culture, des Communications et de la Condition féminine du Québec (MCCCFQ), sont classés comme institutions muséales même si généralement ils n'acquiert pas de collection. Ils sont des institutions permanentes sans but lucratif, ouvertes au public, dont les principales fonctions sont la recherche, l'éducation, l'action culturelle et la diffusion, principalement par le biais d'expositions et d'activités d'animation. « Le mandat des centres d’exposition est généralement de promouvoir et de mettre en valeur des expositions, des événements et des activités portant sur l’art traditionnel, moderne,contemporain et actuel, l’histoire, la science et les technologies ». Il peut s'agir d'institutions autonomes ou de services à l’intérieur de centres culturels, de maisons de la culture, de bibliothèques ou de lieux d’enseignement. Une majorité d’entre eux sont destinés à la diffusion de l’art. Parmi les centres d'exposition accrédités, certains portent le nom de « galerie d'art ». Dans ce cas-ci, il ne s'agit pas de galeries commerciales.
Comme les autres catégories d'institutions muséales, les centres d'exposition sont des « témoins de l'histoire, de l'art, des sciences et des faits de société », et sont « intimement liées à l'affirmation de l'identité culturelle ainsi qu'à l'accès et à la participation des citoyens et des citoyennes à la culture. » Les institutions muséales, comme les centres d'exposition, sont, poursuit le ministère, « des lieux de réflexion, de création, de diffusion, de conservation et d'apprentissage où se croisent les artisans de la muséologie et le public pour partager une expérience collective».

## Au Québec

### Région de l'Abitibi-Témiscamingue
1. Centre d'art Rotary (La Sarre), accrédité par le MCCCFQ
2. Centre d'exposition d'Amos (Amos), accrédité par le MCCCFQ
3. MA, musée d’art (Rouyn-Noranda), accrédité par le MCCCFQ
4. VOART - Centre d'exposition de Val-d'Or (Val-d'Or), accrédité par le MCCCFQ
5. Le Rift (Ville-Marie), accrédité par le MCCCFQ

### Région de Bas-Saint-Laurent
1. Galerie d'art de Matane, accrédité par le MCCCFQ

### Région des Cantons-de-l'Est
1. Centre culturel Yvonne L. Bombardier (Valcourt)
2. Galerie d'art Antoine-Sirois du Centre culturel de l'Université de Sherbrooke (Sherbrooke), accrédité par le MCCCFQ
3. Galerie d'art Foreman de l'Université Bishop's (Sherbrooke)
4. Le Centre en art actuel Sporobole (Sherbrooke)
5. Le 3e impérial - centre d'essai en art actuel (Granby)

### Région du Centre-du-Québec
1. Galerie d'art L'Union-Vie du Centre culturel de Drummondville (Drummondville), accrédité par le MCCCFQ

### Région de Chaudières-Appalaches
1. Centre d’art et d’exposition de Saint-Georges (Saint-Georges)
2. Presbytère Saint-Nicolas (Saint-Nicolas)

### Région de la Gaspésie
1. Galerie d'art du Vieux Presbytère (Sainte-Flavie)

### Région de Laval
1. Maison André-Benjamin-Papineau (Laval)
2. Maison des arts de Laval - Salle Alfred-Pellan (Laval)

### Région des Laurentides
1. Centre d'exposition de Mont-Laurier (Mont-Laurier), accrédité par le MCCCFQ
2. Centre d'exposition de Val-David - La Maison du village (Val-David)

### Région de la Mauricie
1. Boréalis, centre d'histoire de l'industrie papetière (Trois-Rivières)
2. Centre d'exposition Raymond-Lasnier, Maison de la culture de Trois-Rivières (Trois-Rivières)
3. Centre d’exposition Léo-Ayotte de la Corporation culturelle de Shawinigan (Shawinigan), accrédité par le MCCCFQ
4. Corporation de développement des arts et de la culture de la Ville de La Tuque (La Tuque)
5. Galerie d'art du Parc (Trois-Rivières), accrédité par le MCCCFQ
6. Presbytère de Champlain

### Région de la Montérégie
1. Expression, Centre d'exposition de Saint-Hyacinthe (Saint-Hyacinthe), accrédité par le MCCCFQ
2. Galerie Renée-Blain (Brossard)
3. La Maison Trestler (Vaudreuil-Dorion)
4. Maison dite Louis-Hippolyte-La Fontaine (Boucherville)
5. Muséobus, le musée des enfants (Beloeil)
6. Plein sud, centre d'exposition en art actuel à Longueuil (Longueuil), accrédité par le MCCCFQ
7. Centre d'exposition du Vieux Presbytère (Saint-Bruno-de-Montarville)

### Région de Montréal
1. Centre culturel de Dorval (Dorval)
2. Centre culturel de Verdun (Verdun)
3. Centre des sciences de Montréal (Montréal)
4. Chapelle historique du Bon-Pasteur (Montréal)
5. DHC/ART Fondation pour l'art contemporain (Montréal)
6. Édifice Belgo
7. Galerie de l'UQAM (Montréal)
8. Centre d'exposition de l'Université de Montréal (Montréal)
9. Grande Bibliothèque - Bibliothèque et Archives nationales du Québec (Montréal)
10. Guilde canadienne des métiers d'art (Montréal)
11. Maison de la culture Ahuntsic-Cartierville (Montréal)
12. Maison de la culture de Côte-des-Neiges (Montréal)
13. Maison de la culture Notre-Dame-de-Grâce (Montréal)
14. Maison de la culture du Plateau-Mont-Royal (Montréal)
15. Maison de la culture Frontenac (Montréal)
16. Maison de la culture Maisonneuve (Montréal)
17. Maison de la culture Marie-Uguay (Montréal)
18. Maison de la culture Mercier (Montréal)
19. Maison de la culture Pointe-aux-Trembles (Montréal)
20. Maison de la culture Rosemont-Petite-Patrie (Montréal)
21. Musée Juste pour rire (Montréal)
22. SBC Galerie d'art contemporain (Montréal)

### Région de l'Outaouais
1. Centre d'exposition Art-image et espace Odyssée (Gatineau)
2. Centre d'exposition l'Imagier (Gatineau), accrédité par le MCCCFQ
3. Galerie Montcalm (Gatineau)

### Région de la Capitale-nationale
1. Centre d'exposition de la bibliothèque Gabrielle-Roy (Québec)
2. Centre de découvertes de Parcs Canada à Québec (Québec)
3. Maison Hamel-Bruneau (Québec)
4. Oratoire Saint-Joseph de Québec (Québec)
5. Villa Bagatelle (Québec)
6. Salle d'exposition Jean Paul Lemieux de la Bibliothèque Etienne-Parente (Québec)

### Région du Saguenay-Lac-Saint-Jean
1. Centre international d'exposition de Larouche (CIEL) (Larouche)
2. Centre national d'exposition de Saguenay (Jonquière), accrédité par le MCCCFQ

### Centres d'exposition fermés ou transformés
Certains centres d'exposition sont devenus des musées ou ont cessé leurs activités. D'autres portent le nom de Centre d'exposition mais n'en sont pas dans les faits. Voici la liste de ces centres d'exposition fermés ou transformés.
1. L'ancien Centre d'exposition de Baie-Saint-Paul a obtenu en 2009 la reconnaissance muséale et est devenu le Musée d’art contemporain de Baie Saint-Paul. Pour cette raison, il n'apparaît pas dans cette liste de centres d'exposition.
2. L'ancien Centre d'exposition du Vieux-Palais (Saint-Jérôme) a obtenu en 2003 la reconnaissance muséale et est devenu le Musée d'art contemporain des Laurentides. Pour cette raison, il n'apparaît pas dans cette liste de centres d'exposition.
3. L'ancienne Galerie Diane et Danny Tarran du Centre des arts Saidye-Bronfman (Montréal) a cessé ses activités le 1er juillet 2007. Le Centre des arts Saidye-Bronfman a délaissé les arts visuels et s'est entièrement tourné vers les arts de la scène. Pour cette raison, il n'apparaît pas dans cette liste de centres d'exposition.
4. Le Centre d'exposition sur l'industrie des pâtes et papiers (Trois-Rivières) est un centre d'interprétation et non un centre d'exposition. Pour cette raison, il n'apparaît pas dans cette liste de centres d'exposition. Il était situé au Parc portuaire. Il a fermé ses portes en 2009 pour être remplacé en 2010 par Boréalis, Centre d'histoire de l'industrie papetière, aménagé dans l'ancienne usine de filtration d'eau de la CIP, sur le site de Trois-Rivières-sur-Saint-Laurent.
5. Le Centre d'exposition La Prison-des-Patriotes (Montréal) est un centre d'interprétation et non un centre d'exposition. Pour cette raison, il n'apparaît pas dans cette liste de centres d'exposition.